# Antoine Adam
Antoine Adam, né le 26 avril 1899 à Lille et mort le 18 mai 1980 à Meulan, est un universitaire français, l'un des plus grands spécialistes de la littérature française du XVIIe siècle.

## Biographie
Professeur de littérature française à l'université de Lille de 1935 à 1950, puis à la Sorbonne à Paris, est l'auteur d'une Histoire de la littérature française au XVIIe siècle en cinq volumes, et de plusieurs éditions critiques d'auteurs français — Malherbe, Tallemant des Réaux, Romanciers du XVIIe siècle : Sorel, Scarron, Furetière, Mme de La Fayette, Rimbaud — dans la Bibliothèque de la Pléiade.
L’Académie française lui a décerné le prix Louis Barthou en 1962 pour l'ensemble de ses travaux.

## Publications
- Théophile de Viau et la libre pensée française en 1620, thèse de doctorat, Paris, E. Droz, 1935 — Slatkine reprints, 1965.
- Le Vrai Verlaine, essai psychanalytique, thèse de doctorat, Paris, E. Droz, 1936.
- Le Secret de l'aventure vénitienne. La vérité sur Sand et Musset, Paris, Perrin, 1938.
- Histoire de la littérature française au XVIIe siècle, 5 tomes (Paris, Domat-Montchrestien, 1948–1956 ; réédition en 3 volumes, 1997)
- Verlaine. L’homme et l’œuvre, Paris, Hatier-Boivin, 1953.
- Le Mouvement philosophique dans la première moitié du XVIIIe siècle, Paris, Société d'édition d'enseignement supérieur, 1967.
- Du mysticisme à la révolte. Les jansénistes du XVIIe siècle, Paris, 1968.
- L'Âge classique. I. 1624-1660. Paris 1968 (Littérature française, édition de Claude Pichois, vol.6)
- Le Théâtre classique, Paris 1970, 1977 (Que sais-je ? 1414)
- Littérature française, (avec Georges Lerminier et Édouard Morot-Sir), 2 volumes, Paris, Larousse, 1971.

### Éditeur scientifique
- Les Premières Satires de Boileau (I-IX), Lille, 1941, Genf 1970.
- Montesquieu, Lettres persanes. Genf/Lille 1954.
- Tallemant des Réaux, Historiettes, 2 volumes, Paris, Gallimard, 1960–1961 ; « collection Bibliothèque de la Pléiade ».
- Les Libertins au 17e siècle, Paris, Buchet-Chastel, 1964, 1986.
- François de Malherbe, Poésies, Paris 1982,  (ISBN 978-2-07032-226-8)
- Honoré de Balzac, Illusions Perdues, Paris, Classiques Garnier, 1980, 2018